# 라비나 오로라
라비나 오로라(Raveena Aurora, 1994년 9월 30일 ~ )는 미국의 싱어송라이터이다.

## 음반 목록

### 정규 음반
- Lucid (2019)

### EP
- Shanti (2017)
- Moonstone (2020)